# STAU1
STAU1‏ (Staufen double-stranded RNA binding protein 1) هوَ بروتين يُشَفر بواسطة جين STAU1 في الإنسان.